# Flores (tổng)
Flores là một tổng trong tỉnh Heredia, Costa Rica. Tổng này có diện tích 6,96 km², dân số năm 2008 là 17298 người..